# کارل پدرسن (ژیمناست)
کارل پدرسن (دانمارکی: Carl Pedersen; ۲۵ ژوئیهٔ ۱۸۸۳ – ۱۸ اوت ۱۹۷۱) ژیمناست هنری اهل دانمارک بود.